# Sangue e Água (série de televisão)
Sangue e Água (em inglês: Blood & Water) é uma série de streaming sul-africana original da Netflix estrelando Ama Qamata, Khosi Ngema e Gail Mabalane. Foi lançado em 20 de maio de 2020. Ambientada na Cidade do Cabo, a série segue uma garota que se transfere para uma escola de elite quando suspeita que uma das alunas pode ser sua irmã, que foi sequestrada quando ainda era bebê.
A primeira temporada de 6 episódios foi lançada na Netflix em 20 de maio de 2020. Em junho de 2020, a Netflix renovou a série para uma segunda temporada, que foi lançada em 24 de setembro de 2021. Uma terceira temporada, anunciada em abril de 2022, estreou em 25 de novembro de 2022. A quarta temporada estreou em 1º de março de 2024. A série ganhou o prêmio de Melhor Drama de TV no South African Film and Television Awards de 2021, como prêmios de fotografia e design de som.

## Sinopse
Puleng Khumalo (Ama Qamata) é uma jovem cuja irmã Phumele foi sequestrada como parte de uma rede de tráfico de seres humanos logo após o nascimento. Um dia, Puleng é convidada a uma festa de Fikile Bhele (Khosi Ngema), um atleta popular que estuda no Parkhurst College, uma escola de renomada na Cidade do Cabo. Depois de Wade (Dillon Windvogel), um novo conhecido comentar sua semelhança, Puleng começa a suspeitar que Fikile é Phumele. Ela viveu na sombra de sua irmã a vida toda, por isso decide chegar ao fundo das coisas. Ela muda para a escola de elite para investigar. Ao resolver o quebra-cabeça, Puleng descobre que o mistério de sua irmã desaparecida não é o único segredo que seus amigos e familiares mantêm.

## Elenco

### Principal
- Ama Qamata como Puleng Khumalo
- Khosi Ngema como Fikile "Fiks" Bhele (née Phumelele Khumalo), a meia-irmã de Puleng que foi sequestrada quando era bebê.
- Gail Mabalane como Thandeka Khumalo, mãe de Puleng.
- Thabang Molaba como Karabo "KB" Molapo, um aspirante a rapper do grupo de amigos de Fikile.
- Dillon Windvogel como Wade Daniels, o primeiro aluno de Parkhurst a fazer amizade com Puleng e também filho da diretora.
- Arno Greeff como Chritopher "Chris" Ackerman, um nadador pansexual do grupo de amigos de Fikile.
- Greteli Fincham como Reece van Rensburg, uma maconheira do grupo de amigos de Fikile que trafica drogas e tem com problemas financeiros.
- Ryle de Morny como Chad Morgan (1ª Temporada), o treinador de natação de Parkhurst.
- Getmore Sithole como Julius Khumalo, pai de Puleng.
- Odwa Gwanya como Siya Khumalo, irmão mais novo de Puleng que começa a estudar em Parkhurst na 3ª Temporada.
- Natasha Thahane como Wendy Dlamini, filha de uma ministra e chefe da revista escolar e posteriormente também do comitê do baile.
- Mekaila Mathys como Tahira Kahn, melhor amiga de Wendy.
- Sandi Schultz como Nicole Daniels, diretora de Parkhurst.
- Cindy Mahlangu como Zama Bolton (principal, 1ª-2ª Temporada; voz, 3ª Temporada), melhor amiga de Puleng de Meadowridge que se envolve com Chris.
- Xolile Tshabalala como Nwabisa Bhele (1ª-2ª Temporada), mãe de Fikile.
- Sello Maake Ka-Ncube como Matla Molapo, O pai advogado de sucesso de KB.
- Patrick Mofokeng como Brian Bhele, pai de Fikile.
- Leroy Siyafa como Samuel "Sam" Nkosana (2ª-4ª Temporada), filho da nova conselheira escolar e interesse romântico de Fikile.
- Zikhona Sodlaka como Janet Nkosana (2ª–3ª Temporada), a nova conselheira da escola e mãe de Sam.
- Katishcka Kiara como Pauline (2ª-4ª Temporada)
- Alzavia Abrahams como Zayd (2ª-4ª Temporada)
- Nasr Ho-Yee como Bruce Kwan (2ª-4ª Temporada)
- Sonia Mbele como Lisbeth Molapo (2ª-3ª Temporada), mãe de KB
- Mpho Sibeko como Lunga Vezi (3ª-4ª Temporada), primo de Puleng
- Meggan-Lee Johnstone como Leigh-Anne Valentine (recorrente, 2ª Temporada; principal, 3ª-4ª Temporada)
- Wanda Banda como Asanda Makeba (4ª Temporada), uma nova nadadora em Parkhurst inimiga de Fikile e interesse amoroso de Wade.
- André Lamoglia como Iván Carvalho (4ª Temporada), um intercambista brasileiro de Las Encinas que se matricula no Parkhurst College com bolsa de estudos.

### Recorrente
- Shamilla Miller como Riley Morgan (1ª-3ª Temporada), esposa do treinador Chad.
- Duane Wiliams como Mark Tedder (1ª-2ª Temporada), interesse amoroso de Chris.
- Faniswa Yisa como Brenda Jaxa (1ª-2ª Temporada)
- Nasty C como Zhero (1ª Temporada)
- Baby Cele como Ministra Dlamini
- Abduragman Adams como Detetive Vaans (2ª-3ª Temporada)
- Nicole Fortuin como Detetive Petersen (2ª-4ª Temporada)
- Inge Beckmann como Philippa van Rensburg (2ª-3ª Temporada), mãe de Reece
- Ivan Botha como Hugo Ferreira (2ª Temporada)
- Tumisho Masha como Harold Grootboom (3ª-4ª Temporada)
- Gary Joshua como Gabriel (3ª-4ª Temporada)
- Clint Brink como Reinhard (3ª Temporada)
- Marco Spaumer como Kyle (3ª Temporada)
- Damien Wantenaar como Damian (4ª Temporada)
- Daanyaal Ally como Gregory Dickson (4ª Temporada)
- Masasa Mbangeni como Ms. Makeba (4ª Temporada)

## Episódios
| Temporada | Temporada | Episódios | Episódios | Originalmente lançado |
| --------- | --------- | --------- | --------- | --------------------- |
|           | 1         | 6         | 6         | 20 maio 2020          |
|           | 2         | 7         | 7         | 24 setembro 2021      |
|           | 3         | 6         | 6         | 25 novembro 2022      |
|           | 4         | 6         | 6         | 1 março 2024          |

## Produção

### Desenvolvimento
Em fevereiro de 2019, foi anunciado que a Netflix havia escolhido sua segunda produção original sul-africana depois de Queen Sono com um novo drama adolescente da Gambit Films dirigido por Nosipho Dumisa e escrito por Daryne Joshua e Travis Taute. Bradley Joshua e Benjamin Overmeyer seriam os produtores.
Em junho de 2020, Netflix renovou a série para uma segunda temporada. A sala dos roteiristas foi ampliada para a segunda temporada e Thati Peele foi adicionada à equipe de direção.
Em 6 de abril de 2022, foi revelado que a terceira temporada do programa estava em produção.

### Casting
O elenco foi divulgado quando as filmagens da 1ª Temporada começaram, e se constituía em Ama Qamata, Khosi Ngema, Thabang Molaba, Dillon Windvogel, e Natasha Thahane.  Gail Mabalane, Sello Maake, Arno Greeff, Ryle De Morny, Getmore Sithole, Xolile Tshabalala, Monique Rockman, e Cindy Mahlangu foram anunciados posteriormente. Qamata já era conhecida pelo diretor de elenco através de seu trabalho em Gomora.
Leroy Panashe Siyafa, Katishcka Chanderlal, e Alzavia Abrahams se juntaram ao elenco da 2ª Temporada com Greteli Fincham promovida a um papel mais central.
Em fevereiro de 2024 foi anunciado que Wanda Banda se juntaria ao elenco para sua quarta temporada.